# Карл фон Хесен-Касел
Карл фон Хесен-Касел (на немски: Karl von Hessen-Kassel, кръстен Carl von Hessen-Kassel; * 19 декември 1744, Касел; † 17 август 1836, дворец Луизенлунд, Гюби) от Дом Хесен, е неуправляващ ландграф на Хесен-Касел (от 25 януари 1805) и датски щатхалтер на херцогствата Шлезвиг и Холщайн.

## Биография
Той е третият син на наследствения принц Фридрих II фон Хесен-Касел (1720 – 1785) и на принцеса Мария фон Хановер (1723 – 1772), дъщеря на крал Джордж II от Великобритания (1683 – 1760). Най-големият му брат е Вилхелм I (1743 – 1821).
Карл расте в Дания при леля си, кралица Луиза Датска, след развода на родителите му след 1747 г. След смъртта на леля му през 1751 г. той остава в Дания.
През 1761 г. той влиза във войската на Дания и марширува до Холщайн, за да се изправи срещу войската на руския цар Петър III в Мекленбург. През 1764 г. става майор, а през 1766 г. генерал на инфантерията и президент на войнния съвет. Става щатхалтер в Норвегия (до 1768; той посещава Норвегия само 1772, 1773 и 1788)  и резидира в дворец Готорп.
През 1768 г. е последник на граф Фридрих Лудвиг фон Ден като кралски щатхалтер на херцогствата Шлезвиг и Холщайн и получава дворец Готорп за резиденция. През 1774 г. е датски фелдмаршал. В Баварската наследствена война (1778 – 1779) е доброволец във войската на крал Фридрих II и има неговото доверие. През септември 1788 г. е главнокомандващ на датската войска против Швеция.
През 1790 г. Карл премахва крепостничеството в своето имение Гереби при Капелн. През 1820 г. той престроява тамошната господарска къща на дворец Карлсбург. От 1814 г. е генерал-фелдмаршал.
Карл е основател на масонски ложи в Дания. През 1783 г., също както Фердинанд фон Брауншвайг-Волфенбютел, е значим член на ордена на илюминатите.
Умира на 17 август 1836 г. на 91 години в дворец Луизенлунд, Холщайн, Германия.

## Фамилия
Карл фон Хесен-Касел се жени на 30 август 1766 г. в дворец Христиансборг в Копенхаген за датската принцеса Луиза фон Олденбург от Дания и Норвегия (30 януари 1750 – 12 януари 1831), дъщеря на датския крал Фредерик V. Те имат децата:
- Мария (* 28 октомври 1767; † 21 март 1852), омъжена на 31 юли 1790 за братовчед си крал Фредерик VI от Дания
- Вилхелм (* 26 януари 1769; † 14 юли 1772)
- Фридрих (* 24 май 1771; † 24 февруари 1845), генерал и наследник на баща си като щатхалтер на Шлезвиг-Холщайн, 1810 – 1813 вицещатхалтер в Норвегия
- Юлиана (* 19 януари 1773; † 11 март 1860), протестантска абатиса на манастир Итцехое
- Кристиан (* 14 август 1776; † 14 ноември 1814)
- Луиза Каролина (* 28 септември 1789; † 13 март 1867), омъжена на 28 януари 1810 за херцог Вилхелм фон Шлезвиг-Холщайн-Зондербург-Глюксбург

## Галерия
- Принцеса Луиза от Дания и Норвегия
- Карл фон Хесен-Касел
- Карл фон Хесен-Касел